# Frank Swaelen
Frank Swaelen (* 23. März 1930 in Antwerpen; † 23. Dezember 2007 ebenda) war ein belgischer Politiker.

## Karriere
Swaelen studierte Jura an der Katholischen Universität Löwen.
1968 wurde er für die Christelijke Volkspartij (CVP) Mitglied der Abgeordnetenkammer. Von 1971 bis 1988 war er Bürgermeister in Hove. 1980 wurde er Verteidigungsminister, aber bereits 1981 legte er dieses Amt nieder, um Vorsitzender der später in CD&V umbenannten CVP zu werden. Dieses Amt behielt er bis 1988. Von 1985 bis zu seinem Rückzug aus der aktiven Politik 1999 war er Senator, davon 1988 bis 1999 Senatspräsident.

## Auszeichnungen
- 1997: Großes Goldenes Ehrenzeichen am Bande für Verdienste um die Republik Österreich[1]